# Кашкен (река)
Кашкен — река в России, протекает по Таштагольскому району Кемеровской области. Устье реки находится в 342 км по левому берегу реки Кондома. Длина реки составляет 17 км.

## Данные водного реестра
По данным государственного водного реестра России относится к Верхнеобскому бассейновому округу, водохозяйственный участок реки — Кондома, речной подбассейн реки — Томь. Речной бассейн реки — (Верхняя) Обь до впадения Иртыша.